# U-512
| U-512                      | U-512 | U-512 |
| -------------------------- | --- | --- |
|                            | | |
|                            | | |
|                            | | |
| Під прапором               | Третій рейх | Третій рейх |
| Спуск на воду              | 9 жовтня 1941 року | 9 жовтня 1941 року |
| Виведений зі складу флоту  | 2 жовтня 1942 року | 2 жовтня 1942 року |
| Сучасний статус            | затоплений | затоплений |
| Проєкт                     | | |
| Тип ПЧ                     | Дизельний підводний човен | Дизельний підводний човен |
| Основні характеристики     | | |
| Швидкість (надводна)       | 17,9 вузла | 17,9 вузла |
| Швидкість (підводна)       | 7 вузлів | 7 вузлів |
| Робоча глибина занурення   | 100 м | 100 м |
| Гранична глибина занурення | 230 м | 230 м |
| Автономність плавання      | 63 милі (117 км)на швидкості 4 вузли (7,4 км/год) (у підводному положенні) 13 450 морських миль (24 910 км на швидкості 10 вузлів (19 км/год) (у надводному положенні) | 63 милі (117 км)на швидкості 4 вузли (7,4 км/год) (у підводному положенні) 13 450 морських миль (24 910 км на швидкості 10 вузлів (19 км/год) (у надводному положенні) |
| Екіпаж                     | 48 осіб | 48 осіб |
| Розміри                    | | |
| Довжина найбільша (по КВЛ) | 76,76 м | 76,76 м |
| Ширина корпусу найб.       | 6,76 м | 6,76 м |
| Висота                     | 9,6 м | 9,6 м |
| Середня осадка (по КВЛ)    | 4,70 | 4,70 |
| Водотоннажність надводна   | 1120 т | 1120 т |
| Озброєння                  | | |
| Артилерія                  | 1 × 88-мм палубна гармата SK C/32 | 1 × 88-мм палубна гармата SK C/32 |
| Торпедно- мінне озброєння  | 4 носових і два кормових ТА. 22 торпеди або 44 міни TMA чи 66 TMB | 4 носових і два кормових ТА. 22 торпеди або 44 міни TMA чи 66 TMB |
| ППО                        | 1 × 37-мм зенітна гармата SKC/30 2 × 20-мм зенітні гармати FlaK 30 | 1 × 37-мм зенітна гармата SKC/30 2 × 20-мм зенітні гармати FlaK 30 |

U-512 — німецький підводний човен типу IXC, часів  Другої світової війни.
Замовлення на будівництво човна було віддане 20 жовтня 1939 року. Човен був закладений на верфі «Deutsche Werft» у Гамбурзі 24 лютого 1941 року під заводським номером 308, спущений на воду 9 жовтня 1941 року, 20 грудня 1941 року увійшов до складу 4-ї флотилії. За час служби також входив до складу 10-ї флотилії. Єдиним командиром човна був капітан-лейтенант Вольфганг Шульце.
За час служби човен зробив 1 бойовий похід, у якому потопив 3 (загальна водотоннажність 20 619 брт) судна.
Потоплений 2 жовтня 1942 року в Атлантиці північніше Каєнна (06°50′ пн. ш. 52°25′ зх. д. / 6.833° пн. ш. 52.417° зх. д.) глибинними бомбами американського бомбардувальника «Боло». 51 член екіпажу загинув, 1 врятований.

## Потоплені та пошкоджені кораблі[3]
| Назва             | Тип                | Належність | Дата            | Тоннаж (БРТ) | Вантаж                                                           | Статус    | Місце                                                       |
| Patrick J. Hurley | танкер             | США        | 13 вересня 1942 | 10 865       | 75 000 барелів високооктанового бензину та 60 000 барелів дизелю | потоплено | 22°59′ пн. ш. 46°15′ зх. д. / 22.983° пн. ш. 46.250° зх. д. |
| Monte Gorbea      | суховантажне судно | Іспанія    | 19 вересня 1942 | 3 720        | 5 850 т пшениці та бобів                                         | потоплено | 14°55′ пн. ш. 60°00′ зх. д. / 14.917° пн. ш. 60.000° зх. д. |
| Antinous          | суховантажне судно | США        | 24 вересня 1942 | 6 034        | 565 т бокситової руди                                            | потоплено | 09°22′ пн. ш. 60°09′ зх. д. / 9.367° пн. ш. 60.150° зх. д.  |